# Nereusz (imię)
Nereusz – imię męskie pochodzenia greckiego (gr. νηρος nēros ‘woda’). W mitologii greckiej i mitologii rzymskiej Nereusz był bóstwem morskim. Imię to nosiło również kilku świętych katolickich, a także wchodziło w skład stosunkowo chętnie nadawanego w Polsce po XVII w. zestawu imion Filip Nereusz, który bardziej poprawnie brzmiał Filip Neriusz, ponieważ nadawano go na cześć św. Filipa Neri. 
Nereusz imieniny obchodzi 12 maja, jako wspomnienie św. Nereusza, towarzysza św. Achillesa i 16 października, jako wspomnienie św. Nereusza, towarzysza św. Saturnina.
Znane osoby noszące to imię:
- Filip Nereusz Lichocki
- Nereusz Ostaszewski – poseł na Sejm Czteroletni
- Filip Romanowski, właśc. Filip Nereusz Tadeusz Romanowski

Zobacz też:
- (4660) Nereus